# Álftanes

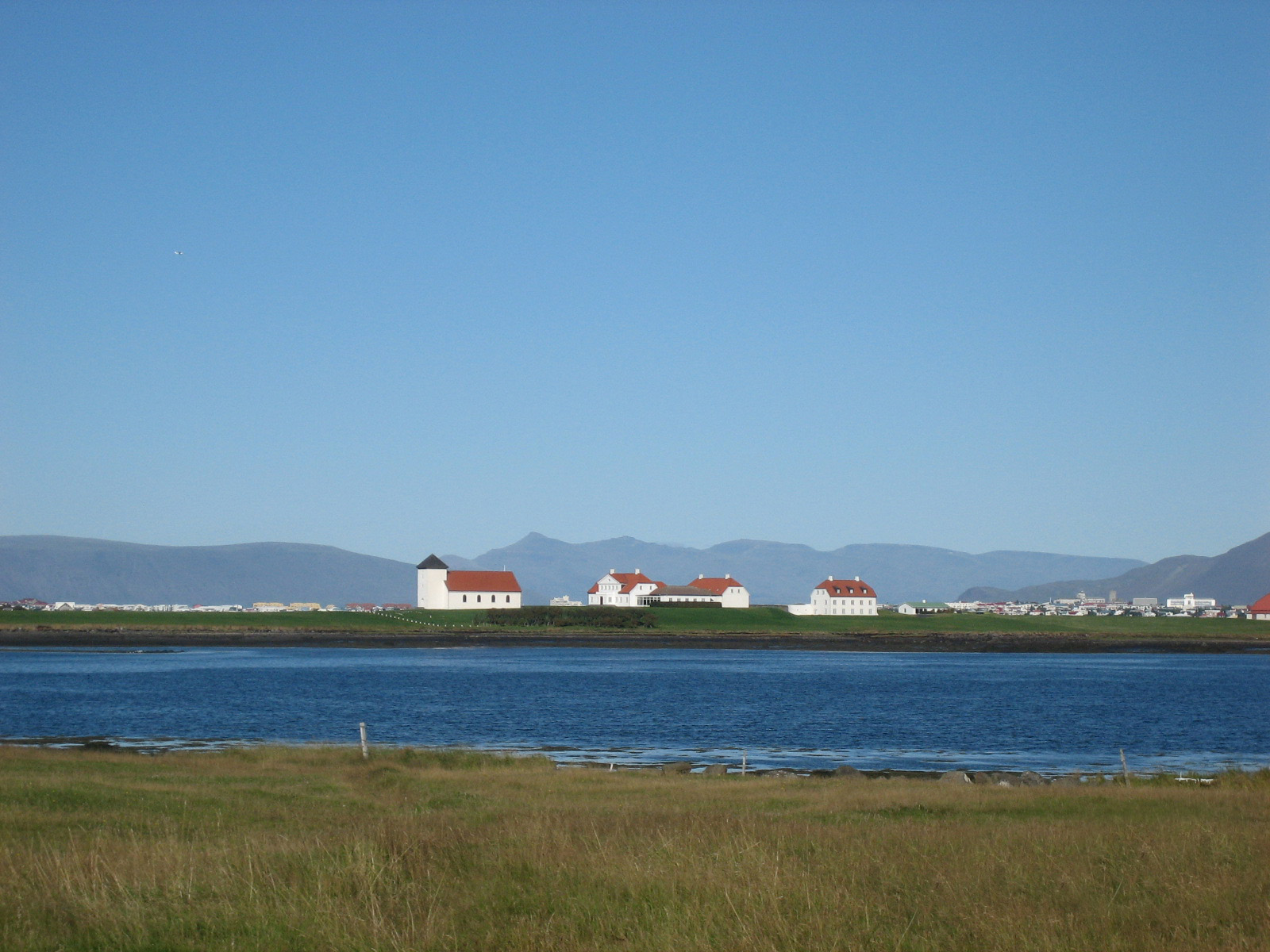
Iglesia en Álftanes.

Ubicación de Álftanes en Höfuðborgarsvæði.

Álftanes es una península de baja elevación ubicada en Garðabær, en Islandia, al suroccidente de la capital, Reikiavik. Es a su vez una loclalidad en la Región Capital.

## Características
Álftanes se encuentra en la bahía de Faxaflói, en la margen sur del fiordo Kollafjörður, ubicada al noreste de las penínsulas de Reykjanes y al sur del municipio de Seltjarnarnes.
Tiene una población de 2.361 habitantes, según el censo de diciembre del 2007. Se encuentra en la región de Höfuðborgarsvæðið.
El pueblo de Álftanes se encuentra en Álftanes, al igual que la residencia del presidente de Islandia, Bessastaðir.
En 2013 se han registrado varias manifestaciones de grupos que se oponen a la construcción de una autopista entre la península y Reikiavik. Estos han señalado que la ruta tendría graves impactos culturales y ambientales al atravesar el campo de lava de Gálgahraun.